# Ботвино (Омская область)
Ботвино — деревня в Большереченском районе Омской области. Входит в состав Такмыкского сельского поселения.

## История
В 1928 г. состояла из 96 хозяйств, основное население — русские. Центр Ботвиновского сельсовета Евгащинского района Тарского округа Сибирского края.

## Население
| 1926 | 2002 | 2010 | 2021 |
| ---- | ---- | ---- | ---- |
| 504  | ↘181 | ↘89  | ↘49  |